# Västerhagen
Västerhagen är en utedansbana för alla åldrar belägen nära kustvägen, mellan Haverdal och Steninge, strax norr om Halmstad.